# 小马伙伴2
《小马伙伴2》是由Tantalus Media开发并由史克威尔艾尼克斯发行的模拟游戏，游戏支持任天堂DS、Wii以及Microsoft Windows等平台。

## 游戏玩法
玩家可以定制小马的外观以及各个方面，可以与其他玩家进行马匹交易，如果他们持有任天堂DS或任天堂Wii，则可以通过“单车游戏”训练马匹并与其他玩家进行“小马技巧锦标赛”，而且游戏支持只有一台游戏机的玩家和朋友进行多人游戏。一共有十二种马可供选择，每只不同的马都有各自特点，任天堂DS版还允许玩家使用内置麦克风与他们的马说话并使其对声音做出回应。玩家可以为马匹选择配饰，也可以创建自定义配饰，游戏还模拟了喂养和梳理马匹，玩家可以沿着不同风景的小径骑马，并沿途拍摄野生生物快照，还可以解锁各种隐藏的游戏内容。

## 游戏开发
《小马伙伴》最初由Eidos发行，但在被史克威尔艾尼克斯收购后，便以新的所有者名称发行。游戏最初在Gamecom 2009上的Eidos-史克威尔艾尼克斯联合发布会上宣布发行，与原作相比，骑马动作进行了改进，变得更加直观。Tantalus Media业务开发经理马特·贝丁森（Mat Bettinson）在gamindustry.biz上撰文对有关游戏营销及其对游戏销量的影响进行了评论；他说，发行商Eidos为《小马伙伴2》定制了一个广告并且质量非常高，尽管此前曾有人断言游戏行业的“局外人”很少会做出好的广告。

## 游戏评价
数码间谍将这款游戏与2009年圣诞节的其他游戏进行了比较，认为它是一款非常适合“六岁小马狂热爱好者”的小众游戏，其他人会则觉得很无聊。